# Eslovenia en los Juegos Olímpicos de Vancouver 2010
Eslovenia estuvo representada en los Juegos Olímpicos de Vancouver 2010 por un total de 49 deportistas que compitieron en 10 deportes. 
La portadora de la bandera en la ceremonia de apertura fue la esquiadora Tina Maze.

## Medallistas
El equipo olímpico esloveno obtuvo las siguientes medallas:
| Nombre       | Deporte        | Competición       |
| ------------ | -------------- | ----------------- |
| Oro          |                |                   |
| —            |                |                   |
| Plata        |                |                   |
| Tina Maze    | Esquí alpino   | Supergigante F    |
| Tina Maze    | Esquí alpino   | Eslalon gigante F |
| Bronce       |                |                   |
| Petra Majdič | Esquí de fondo | Velocidad ind. F  |